# Saint-Sylvestre (Ardèche)
 Saint-Sylvestre  es una población y comuna francesa, ubicada en la región de Ródano-Alpes, departamento de Ardèche, en el distrito de Tournon-sur-Rhône y cantón de Saint-Péray.

## Demografía
| 507 | 475 | 385 | 363 | 334 | 350 |
| Para los censos de 1962 a 1999 la población legal corresponde a la población sin duplicidades (Fuente: INSEE [Consultar]) |     |     |     |     |     |